# Beinan
Beinan (卑南鄉S, Bēinán XiāngP) è un comune di Taiwan, situato nella provincia di Taiwan e nella contea di Taitung.